# Krembo
Il krembo (in ebraico קרמבו‎?) è un dolcetto ricoperto di cioccolato popolare in Israele. È costituito da una base di biscotto rotonda, ricoperta da una soffice schiuma simile a crema di marshmallow, rivestita da un sottile strato di cacao; viene confezionato avvolto in un sottile foglio di alluminio colorato.

## Storia
Quando gli ebrei ashkenaziti in fuga dalla persecuzione in Europa, durante la seconda Aliyah, giunsero in quello che sarebbe diventato lo Stato di Israele, essi portarono con sé i loro cibi e i dolci tradizionali, incluso il predecessore del krembo. I dolcetti di marshmallow ricoperti di cioccolato erano popolari come dolci fatti in casa tra gli ashkenaziti già all'inizio del XX secolo. Il primo produttore industriale, la Whitman Company, creò il nome Krembo; in ebraico, la parola è una combinazione di krem (crema) e bo (all'interno). Nel 1967 venne anche introdotta la variante al gusto di caffè. Nel 1979 la Whitman è stata acquistata dalla Strauss, che detiene la maggior parte del mercato del krembo in Israele. Durante gli anni Ottanta e Novanta alcuni produttori minori hanno introdotto gusti aggiuntivi, come banana e fragola, ma non sono riusciti a raggiungere una quota di mercato significativa.
Nel 2005 la Strauss ha firmato un accordo con la Unilever per esportare i krembo negli Stati Uniti e in Canada, a causa della richiesta di prodotti di questo tipo con una rigorosa certificazione Casherut. Secondo i termini dell'accordo, essi possono essere venduti solo nei supermercati kasher e nei negozi di importazione. Il distributore in Nord America è la Dairy Delight, una filiale della Norman's Dairy. Nel 2007, la Nestlé ha introdotto una variante gelato simile al krembo, chiamata Lekbo.

## Stagionalità
A causa del clima mediterraneo di Israele, con estati lunghe e calde, i krembo sono un prodotto stagionale, venduto solo quattro mesi all'anno, da ottobre a febbraio. Non vengono venduti durante il resto dell'anno a causa della loro fragilità e e perché è facile che si sciolgano se esposti al calore. Il krembo rappresenta uno dei prodotti alimentari più popolari in Israele, con oltre 50 milioni di unità vendute ogni anno: una media di 9 krembo a persona.

## Informazioni nutrizionali

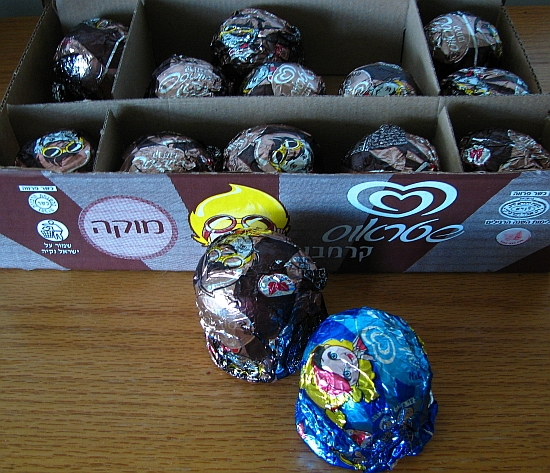
Krembo al caffè e alla vaniglia.

Il krembo medio pesa 25 grammi e ha 115 calorie. Secondo la stampa sulla pellicola di imballaggio, per 100g di krembo ci sono 419 calorie, 3,2g di proteine, 64g di carboidrati (di cui 54g sono zuccheri); 16,7% di grassi (di cui il 13,9% sono acidi grassi polinsaturi) e 67 mg di sodio.

## Regole halakhiche relative al krembo
Sotto la casherut, l'insieme di regole dietetiche della halakhah, secondo alcuni rabbini è significativo l'ordine in cui un ebreo osservante mangi un krembo. La benedizione sul biscotto, infatti, è Boreh miney mezonot, mentre la benedizione sulla panna e sul cioccolato è Shehakol nihiyya bidvaro; qualora si mangi una preparazione fatta con diversi componenti, è necessario pronunciare solo la benedizione sugli ingredienti principali (per esempio, per un croissant al cioccolato si pronuncerebbe soltanto la benedizione sull'impasto lievitato), ma nel caso del krembo non c'è consenso su quale sia il componente "principale". Una soluzione sarebbe quella di pronunciare la benedizione, separatamente, per ogni componente.

## Nella cultura popolare
Una canzone di successo del gruppo rock israeliano Kaveret, Shir HaMakolet, menziona un personaggio che compra dei krembo.
Nella versione ebraica di Harry Potter e la pietra filosofale, il traduttore Gili Bar-Hillel ha tradotto il dolce preferito di Silente come un krembo, invece delle caramelle frizzanti al limone.
Alon "Krembo" Sagiv è un personaggio di fantasia nel film cult israeliano Mivtza Savta, che ruba un intero scatolone di krembo e si chiude nella sua stanza. Mentre l'intero kibbutz che lo aspetta fuori, deve eliminare le prove e divorare tutto il pacco di 500 krembo.
Sebbene sia considerato un regalo per bambini, i sociologi hanno scoperto che viene consumato come cibo di conforto dagli espatriati israeliani negli Stati Uniti, poiché richiama la memoria della loro infanzia.